# 小希倫湖
54°16′28″N 9°58′11″E / 54.2744°N 9.9696°E
小希倫湖（德語：Kleiner Schierensee），是德國的湖泊，位於該國北部石勒蘇益格-荷爾斯泰因州，由倫茨堡-埃肯弗德縣負責管轄，面積0.22平方公里，平均水深5.5米，最大水深10.3米，水體容量122萬立方米，湖岸線長度2.6公里。